# Ciclonautas
Ciclonautas es un grupo hispanoargentino de música rock formado en 2013 en Navarra por el argentino Mariano 'Mai' Medina y los españoles Javier 'Txo' Pintor y Alén Ayerdi.

## Miembros
- Mai Medina: Voz, guitarra
- Javier 'Txo' Pintor: Bajo
- Alén Ayerdi: Batería

## Biografía
Fruto de las inquietudes musicales de Mariano Rodríguez Medina, más conocido como ‘Mai’ Medina (Rosario, Argentina, 1978), Ciclonautas surgió cuando el llamado a ser guitarrista y cantante de la banda le hace saber a Alén Ayerdi (Pamplona, 1974; baterista de Marea y compañero suyo anteriormente en Calaña) que estaba componiendo nuevos temas. 
Llegados a este punto, Javiertxo 'Txo' Pintor (Pamplona, 1968) bajista con 25  años de trayectoria a sus espaldas (Konfusion, La Venganza de la Abuela, Jataja –entre decenas de proyectos-), se incorporó a Ciclonautas cuando los temas del álbum ya tenían forma, quedando de este modo conformado el grupo como un trío. 
Con la banda bregándose en directo desde mayo de 2013, las canciones comienzan a grabarse dicho mes bajo las órdenes del productor Iñaki Llarena; en sus estudios de Aberin, Navarra, siendo registradas a la americana, con los músicos tocando a la vez con vistas a conservar la frescura que hubo en su factura. Finalmente el álbum Qué tal? se publicó el 17 de marzo de 2014.
Tras ofrecer algunas actuaciones en distintos festivales de España ese mismo año, decidieron dar inicio a su primera gira. El Ciclón Tour arrancó en Granada el 27 de marzo de 2015 y finalizó el 21 de mayo de 2015 en Madrid, tras un total de 8 conciertos por las principales ciudades españolas, acompañados por los navarros Cero a la Izquierda. Una vez concluida, realizaron la actuación de apertura en los conciertos de Slash en julio durante su gira española.
En septiembre de 2015, la banda comienza la grabación de su segundo álbum de estudio, titulado Bienvenidos los muertos. Ve la luz el 27 de noviembre de 2015. Compuesto por 10 canciones, destacan las colaboraciones de Iñaki ‘Uoho’ Antón de Extremoduro, al órgano Hammond, y la de Marc Ford, de los legendarios The Black Crowes, a las guitarras. Iñaki Llarena es de nuevo el encargado de la producción, grabación y mezclas.
A finales de 2020, la banda publica el sencillo El Sol, perteneciente al álbum Camping del Hastío, que llegaría en 2021 y contaría con dos colaboraciones con Chica Sobresalto. Este álbum traería consigo una nueva gira durante 2021 y 2022 que les llevaría por toda España y visitando también Argentina. Esta gira finalizaría en Pamplona el 16 de diciembre de 2022, en un concierto que sería grabado en vivo con colaboraciones resaltables como Marea.
A finales de 2024 publican El Animal, perteneciente a su próximo disco. Comienzan el año publicando Huellas y En Mi Espacio Sideral y retornan a Argentina para actuar en el Quilmes Rock. Actualmente la banda se encuentra presentando Ecdisis en una gira que les llevará por diferentes puntos de la geografía española y compartiendo escenario en algunas ocasiones con Malaputa.

## Discografía

### Álbumes de estudio
- Qué tal? (2014)
- Bienvenidos los Muertos (2015)
- Camping del Hastío (2021)
- Ecdisis (2025)

### Sencillos
- Kamikaze del nido (2014)
- Los hermanos (2014)
- Qué tal? (2014)
- Bienvenidos los Muertos (2015)
- Extraño (2016)
- El Sol (2020)
- Bombo Sicario (2021)
- El Animal (2024)
- Huellas (2025)
- En Mi Espacio Sideral (2025)

### Álbumes en vivo
- Ciclogénesis: Magnitud X (Directo Totem)